# Ubbergen
Ubbergen és un poble de Berg en Dal i antic municipi de la província de Gelderland, al centre-est dels Països Baixos. L'1 de gener del 2009 tenia 9.411 habitants repartits sobre una superfície de 38,80 km² (dels quals 4,86 km² corresponen a aigua). Limita al nord amb Lingewaard, a l'oest Nimega, a l'est amb Millingen aan de Rijn, al sud amb Groesbeek i al sud-oest Kranenburg.

## Centres de població
Beek, Berg en Dal, Erlecom, Groenlanden, Kekerdom, Leuth (Ubbergen), Ooij, Persingen, Tiengeboden, De Vlietberg i Wercheren.

## Ajuntament
- Combinatie90, 4 regidors
- PvdA/GroenLinks 4 regidors
- Ubbergen Anders 2 regidors
- CDA, 2 regidors
- VVD 1 regidor